# Доњи Козји Дол
Доњи Козји Дол је насеље у Србији у општини Трговиште у Пчињском округу. Према попису из 2022. било је 65 становника (према попису из 2002. био је 291 становник).
Овде се налази Манастир Козји Дол.

## Историја
У месту је 1899. године прослављен српски национални и школски празник Св. Сава. У храму и српској школи је служио поп Стаменко Павловић. Неколико година касније, 1906. и даље се обележава Савиндан у српској школи. Свештеник је поп Стаменко, а домаћин славе Младен Поповић.

## Демографија
У насељу Доњи Козји Дол живи 198 пунолетних становника, а просечна старост становништва износи 31,7 година (30,8 код мушкараца и 32,7 код жена). У насељу има 93 домаћинства, а просечан број чланова по домаћинству је 3,13.
Ово насеље је великим делом насељено Србима (према попису из 2002. године).
|  |

| Демографија | Демографија | Демографија |
| Година      | Становника  | Становника  |
| ----------- | ----------- | ----------- |
| 1948.       | 564         |             |
| 1953.       | 564         |             |
| 1961.       | 475         |             |
| 1971.       | 327         |             |
| 1981.       | 264         |             |
| 1991.       | 270         | 270         |
| 2002.       | 291         | 295         |
| 2011.       | 87          |             |

| Етнички састав према попису из 2002.‍ | Етнички састав према попису из 2002.‍ | Етнички састав према попису из 2002.‍ | Етнички састав према попису из 2002.‍ | Етнички састав према попису из 2002.‍ |
| ------------------------------------ | ------------------------------------ | ------------------------------------ | ------------------------------------ | ------------------------------------ |
|                                      |                                      |                                      |                                      |                                      |
| Срби                                 | Срби                                 |                                      | 280                                  | 96,21%                               |
| Македонци                            | Македонци                            |                                      | 10                                   | 3,43%                                |
| непознато                            | непознато                            |                                      | 1                                    | 0,34%                                |

| Година пописа     | 1948. | 1953. | 1961. | 1971. | 1981. | 1991. | 2002. |
| ----------------- | ----- | ----- | ----- | ----- | ----- | ----- | ----- |
| Број домаћинстава | 94    | 92    | 83    | 69    | 58    | 77    | 93    |

| Број чланова      | 1  | 2  | 3  | 4  | 5  | 6 | 7 | 8 | 9 | 10 и више | Просек |
| ----------------- | -- | -- | -- | -- | -- | - | - | - | - | --------- | ------ |
| Број домаћинстава | 19 | 15 | 12 | 32 | 12 | 3 | 0 | 0 | 0 | 0         | 3,13   |

| Пол    | Укупно | Неожењен/Неудата | Ожењен/Удата | Удовац/Удовица | Разведен/Разведена | Непознато |
| ------ | ------ | ---------------- | ------------ | -------------- | ------------------ | --------- |
| Мушки  | 117    | 41               | 71           | 3              | 2                  | 0         |
| Женски | 96     | 14               | 68           | 14             | 0                  | 0         |
| УКУПНО | 213    | 55               | 139          | 17             | 2                  | 0         |

| Пол    | Укупно                    | Пољопривреда, лов и шумарство | Рибарство                            | Вађење руде и камена | Прерађивачка индустрија       |
| ------ | ------------------------- | ----------------------------- | ------------------------------------ | -------------------- | ----------------------------- |
| Мушки  | 82                        | 21                            | 0                                    | 0                    | 34                            |
| Женски | 68                        | 26                            | 0                                    | 0                    | 40                            |
| УКУПНО | 150                       | 47                            | 0                                    | 0                    | 74                            |
| Пол    | Производња и снабдевање   | Грађевинарство                | Трговина                             | Хотели и ресторани   | Саобраћај, складиштење и везе |
| Мушки  | 0                         | 7                             | 1                                    | 2                    | 0                             |
| Женски | 0                         | 0                             | 0                                    | 0                    | 0                             |
| УКУПНО | 0                         | 7                             | 1                                    | 2                    | 0                             |
| Пол    | Финансијско посредовање   | Некретнине                    | Државна управа и одбрана             | Образовање           | Здравствени и социјални рад   |
| Мушки  | 0                         | 0                             | 7                                    | 3                    | 1                             |
| Женски | 1                         | 0                             | 0                                    | 0                    | 1                             |
| УКУПНО | 1                         | 0                             | 7                                    | 3                    | 2                             |
| Пол    | Остале услужне активности | Приватна домаћинства          | Екстериторијалне организације и тела | Непознато            | Непознато                     |
| Мушки  | 4                         | 0                             | 0                                    | 2                    | 2                             |
| Женски | 0                         | 0                             | 0                                    | 0                    | 0                             |
| УКУПНО | 4                         | 0                             | 0                                    | 2                    | 2                             |